# Kafrszil
Kafrszil (arab. كفرشيل) – wieś w Syrii, w muhafazie Aleppo, w dystrykcie Afrin. W 2004 roku liczyła 271 mieszkańców.